# Wahllokal

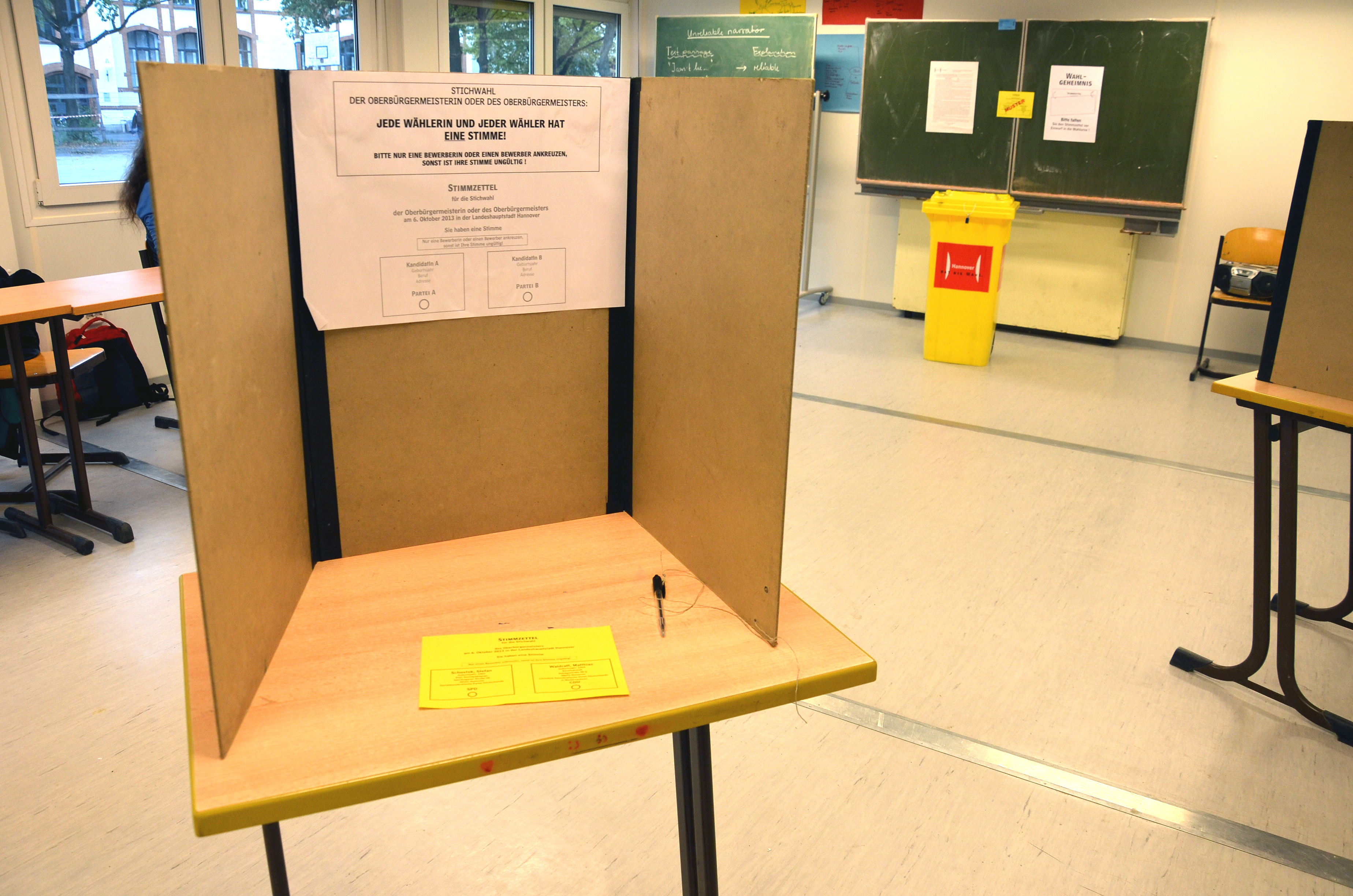
Blick in ein Wahllokal mit Wahlkabine und Wahlurne in einer Schule (Lutherschule Hannover)

Das Wahllokal bzw. der Wahlraum ist der öffentliche Ort, an dem eine Wahl durchgeführt wird. Wird eine Volksabstimmung oder ein Volksentscheid abgehalten, spricht man stattdessen vom Stimmlokal bzw. dem Stimmraum. Es ist ein Raum, der sich meist in einem öffentlichen Gebäude (Schule oder Rathaus) befindet.

## Deutschland

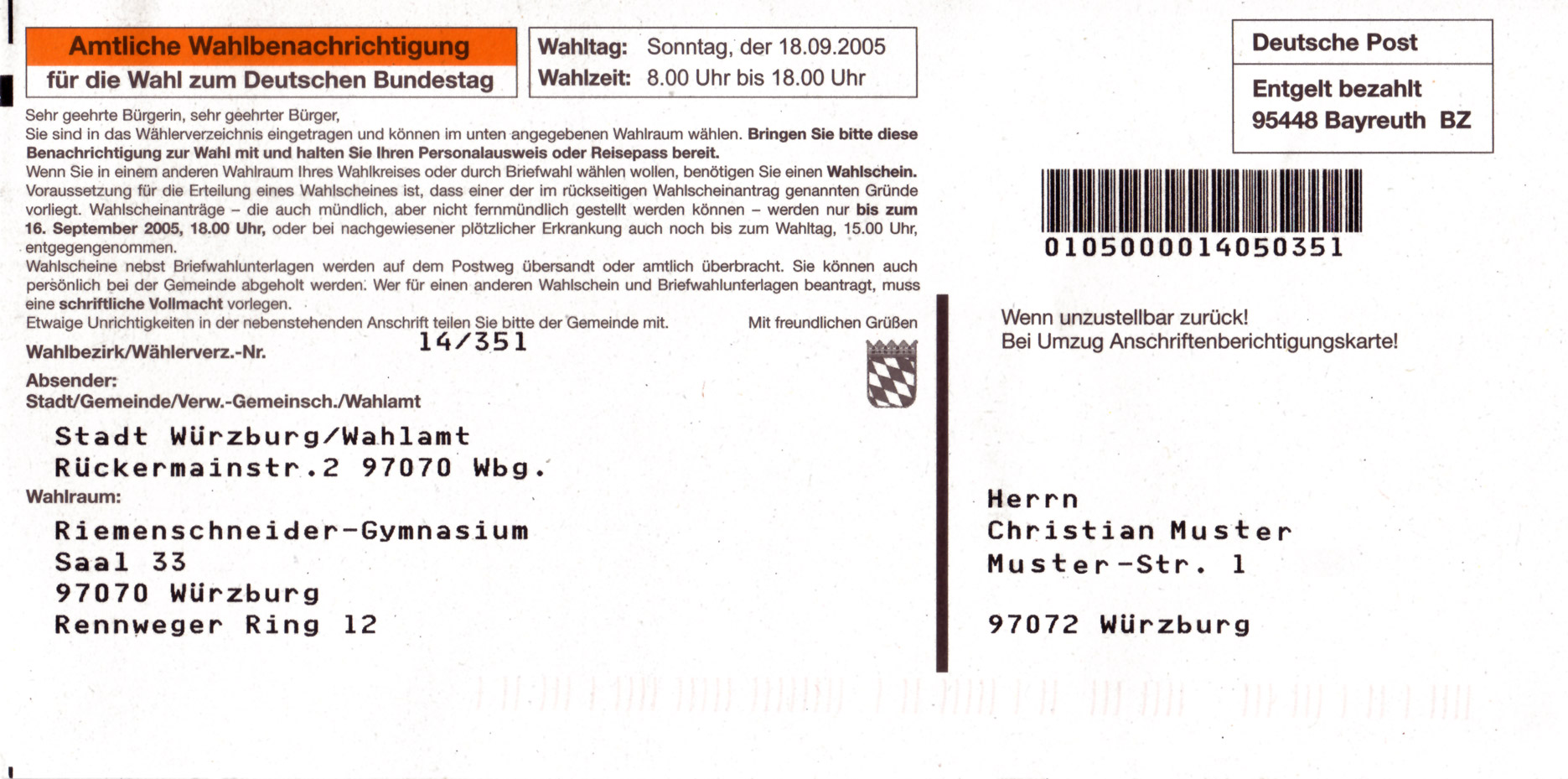
Wahlbenachrichtigung zur Bundestagswahl 2005

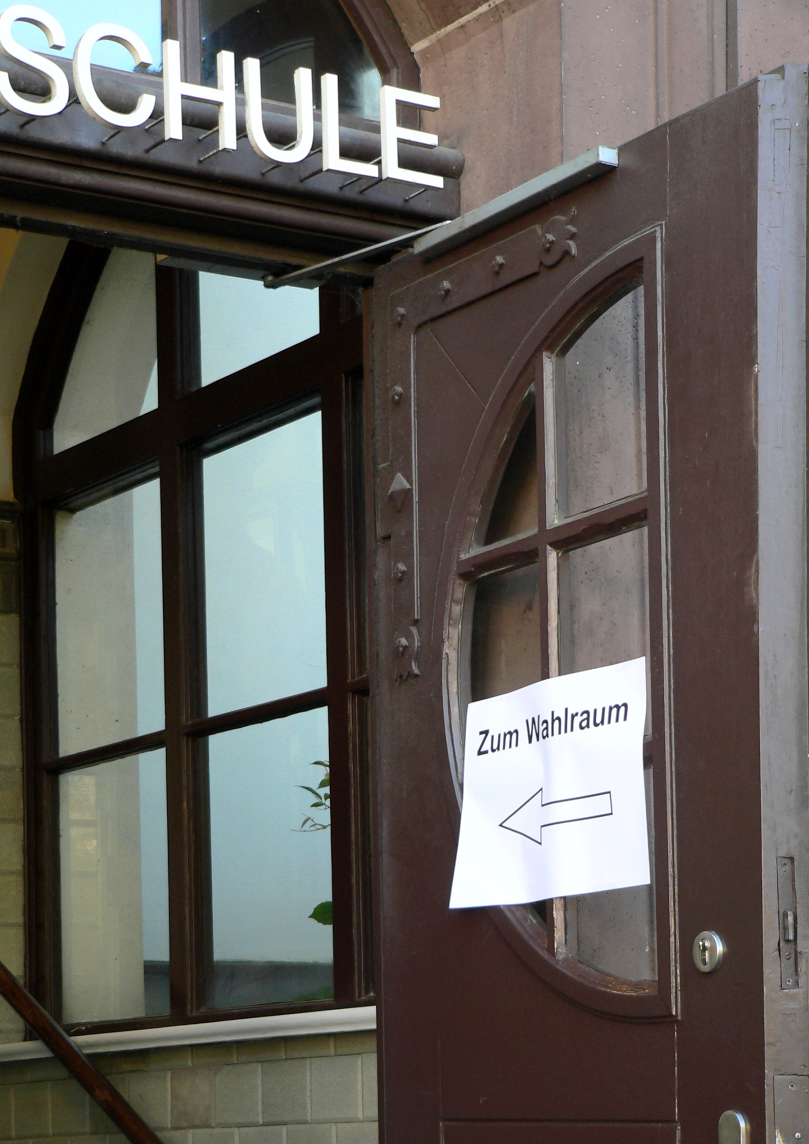
Eingang in ein Wahllokal in einer Schule

Das Wahllokal muss nach demokratischen Grundsätzen ein von Wahlwerbung freier und befriedeter Ort sein und eine geheime Entscheidung des Wählers in einer Wahlkabine ermöglichen. Niemand darf gehindert werden, das Wahllokal zu betreten, und als Wahlbeobachter die Umstände der Wahlhandlung und die öffentliche Stimmauszählung zu verfolgen (letztere entfällt bei der Verwendung elektronischer Wahlgeräte). Die Mitglieder des Wahlvorstandes haben aber das Recht und die Pflicht, Maßnahmen gegen Störungen von Wahlhandlungen, notfalls mit Hilfe der Polizei, einzuleiten und durchzusetzen.
Bei Kommunal-, Landtags-, Bundestags- oder Europawahlen erhalten alle wahlberechtigten Bürger vorab eine Wahlbenachrichtigung mit der Post, in welcher das für den jeweiligen Bürger vorgesehene Wahllokal samt Raum angegeben ist.
Wahl- und Stimmlokale werden oft in Schulen oder Gemeinderäumen von Kirchen eingerichtet, da diese an Sonntagen, an denen alle Wahlen und Abstimmungen in Deutschland stattfinden, nicht genutzt werden. Diese werden am Tag der Wahl oder Abstimmung geöffnet, üblicherweise ist eine Stimmabgabe zwischen 8 Uhr morgens und 18 Uhr abends möglich. Nach dem Schließen der Wahl- bzw. Stimmlokale erfolgt die Auszählung der dort abgegebenen Stimmen vor Ort. Alternativ zur Nutzung des Wahl- oder Stimmlokals ist eine Stimmabgabe auch durch Briefwahl möglich, die beantragt werden muss.

## Schweiz
Da in der Schweiz in aller Regel viermal im Jahr abgestimmt wird und die öffentlichen Mittel sparsam verwendet werden sollen, sind Stimm- und Wahllokale in der Schweiz meist sehr einfach eingerichtet. Eine oder mehrere Urnen stehen häufig auf dem Boden oder auf einem Tisch. Die Mitglieder des Wahlbüros stehen daneben. Manchmal gibt es einen Tisch, um Wahllisten abzustempeln; andernorts wird dies direkt auf dem Rand der Urne erledigt. Zudem bekommen die Stimmbürger das Wahlmaterial vorab per Post zugesandt, so dass diese ihre Stimm- oder Wahlzettel bereits zu Hause ausfüllen können.
In der Schweiz wurden die, nach wie vor immer noch reichlich vorhandene, Anzahl und die Öffnungszeiten der Stimm- und Wahllokale reduziert, da immer mehr Stimmbürger brieflich wählen oder abstimmen. Je nach örtlicher Begebenheit befinden sie sich oft im Eingangsbereich von Schul-, Rat- oder Gemeindehaus, Bahnhöfen. Meist kann im Laufe der Woche vor der Wahl oder Abstimmung auch auf der Gemeindekanzlei oder dem Quartierbüro abgestimmt oder gewählt werden.

## USA
In den Vereinigten Staaten von Amerika besteht in einigen Regionen die Möglichkeit mittels „Drive-thru voting“ zu wählen. Hierbei gibt der Wahlteilnehmer die Stimme aus einem Kraftwagen ab, ohne diesen verlassen zu müssen. Teilweise werden dazu die Autoschalter von Schnellrestaurants verwendet, indem diese mit Personal, Wahlurnen oder Wahlgeräten ausgestattet werden.